# Sisak-Moslavinas län
Sisak-Moslavinas län (kroatiska: Sisačko-moslavačka županija) är ett av Kroatiens 21 län. Dess huvudort är Sisak. Länet har 183 730 invånare (år 2001) och en yta på 4 463 km². Sisak-Moslavinas län ligger till största del i centrala Kroatien medan länets östra delar ligger i landsdelen Slavonien.  

## Administrativ indelning
Länet är indelat i 6 städer och 39 kommuner.
- Städer:
  - Sisak (huvudort)
  - Glina
  - Hrvatska Kostajnica
  - Kutina
  - Novska
  - Petrinja

- Kommuner:
  - Donji Kukuruzari
  - Dvor
  - Gvozd
  - Hrvatska Dubica
  - Jasenovac
  - Lekenik
  - Lipovljani
  - Majur
  - Martinska Ves
  - Popovača
  - Sunja
  - Topusko
  - Velika Ludina